# Chapelle Saint-Jacques de Vignec
Pour les articles homonymes, voir Chapelle Saint-Jacques.
La chapelle Saint-Jacques de Vignec est un édifice religieux catholique située à Vignec, en France. Elle est dédiée à saint Jacques.

## Localisation
La chapelle est située dans le département français des Hautes-Pyrénées, en vallée d'Aure, à l'est du village de Vignec, au bord de la route de la station de ski de Saint-Lary.

## Historique
La chapelle de style roman a été reconstruite au début du XVIe siècle et dotée de voûtes. Un acte de 1675 mentionne que la chapelle fut reconstruite par deux maçons d’Arreau.
Elle a été vendue pendant la Révolution comme bien national et est aujourd’hui propriété de la commune.

## Architecture
La chapelle est composée d’une nef unique prolongée d’une abside semi circulaire à l’est.
Elle est coiffée d’un grand toit en ardoise, surmonté sur le devant par un clocheton.

## Galerie de photos

Sélection de vues de la chapelle
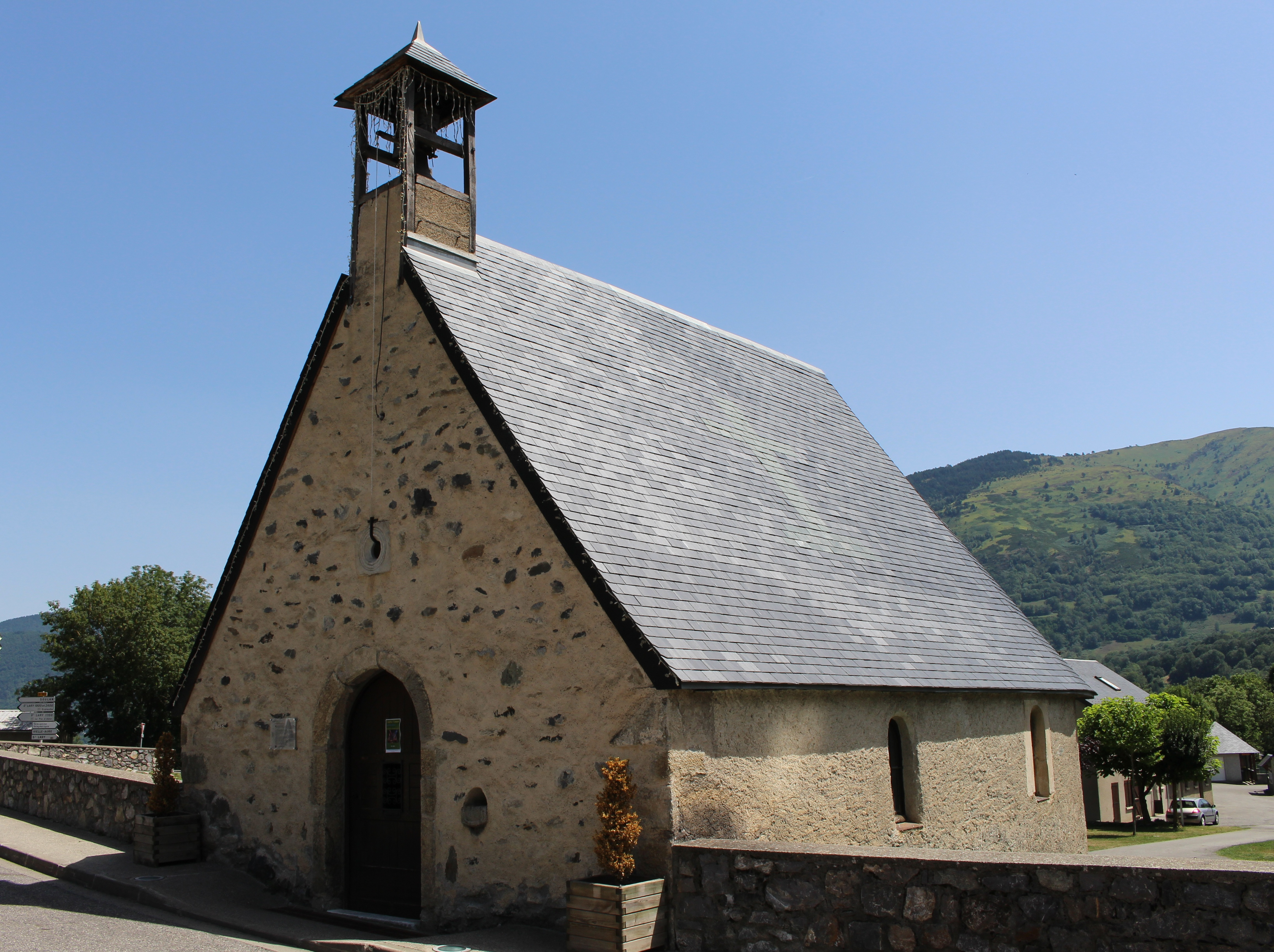
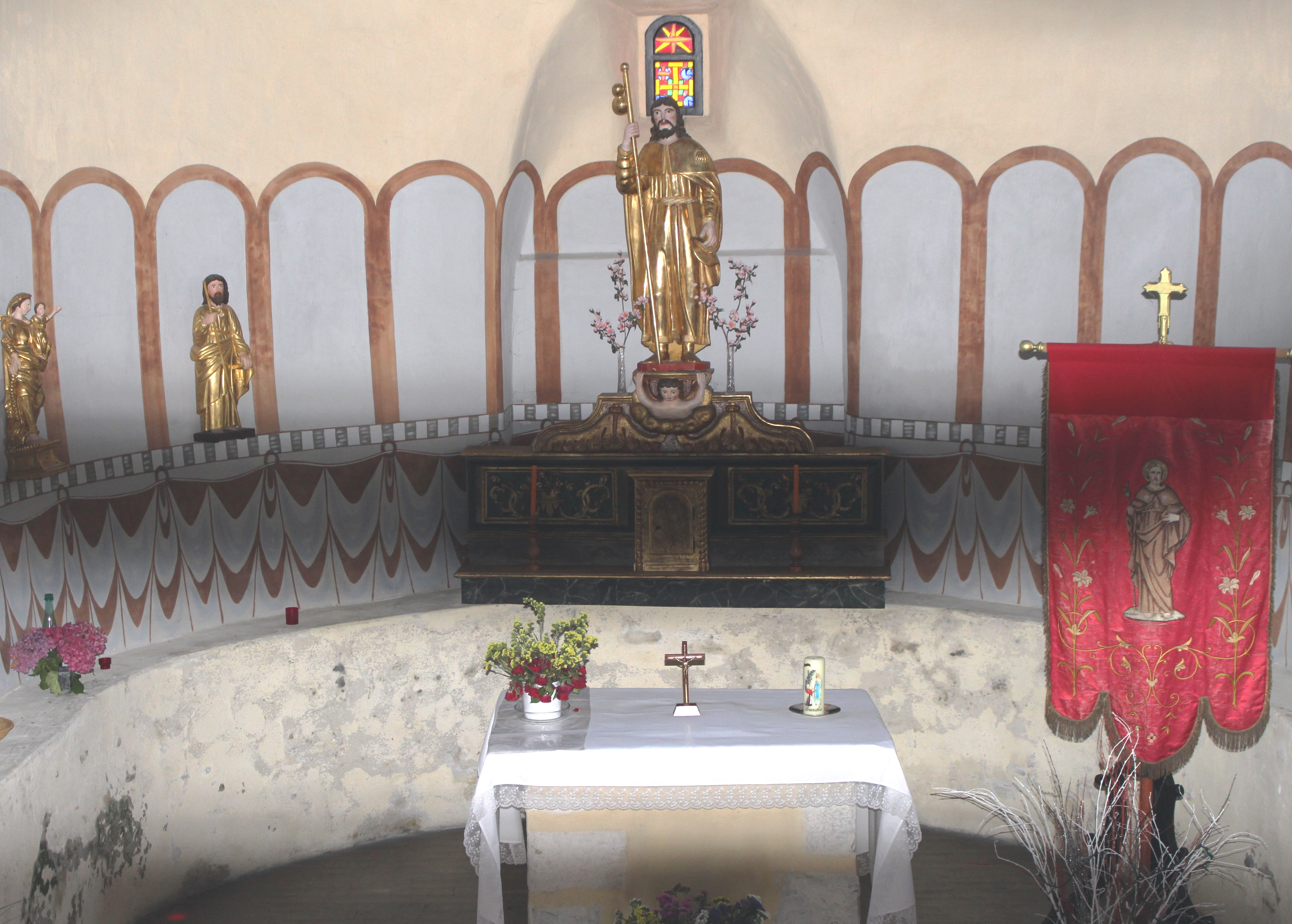
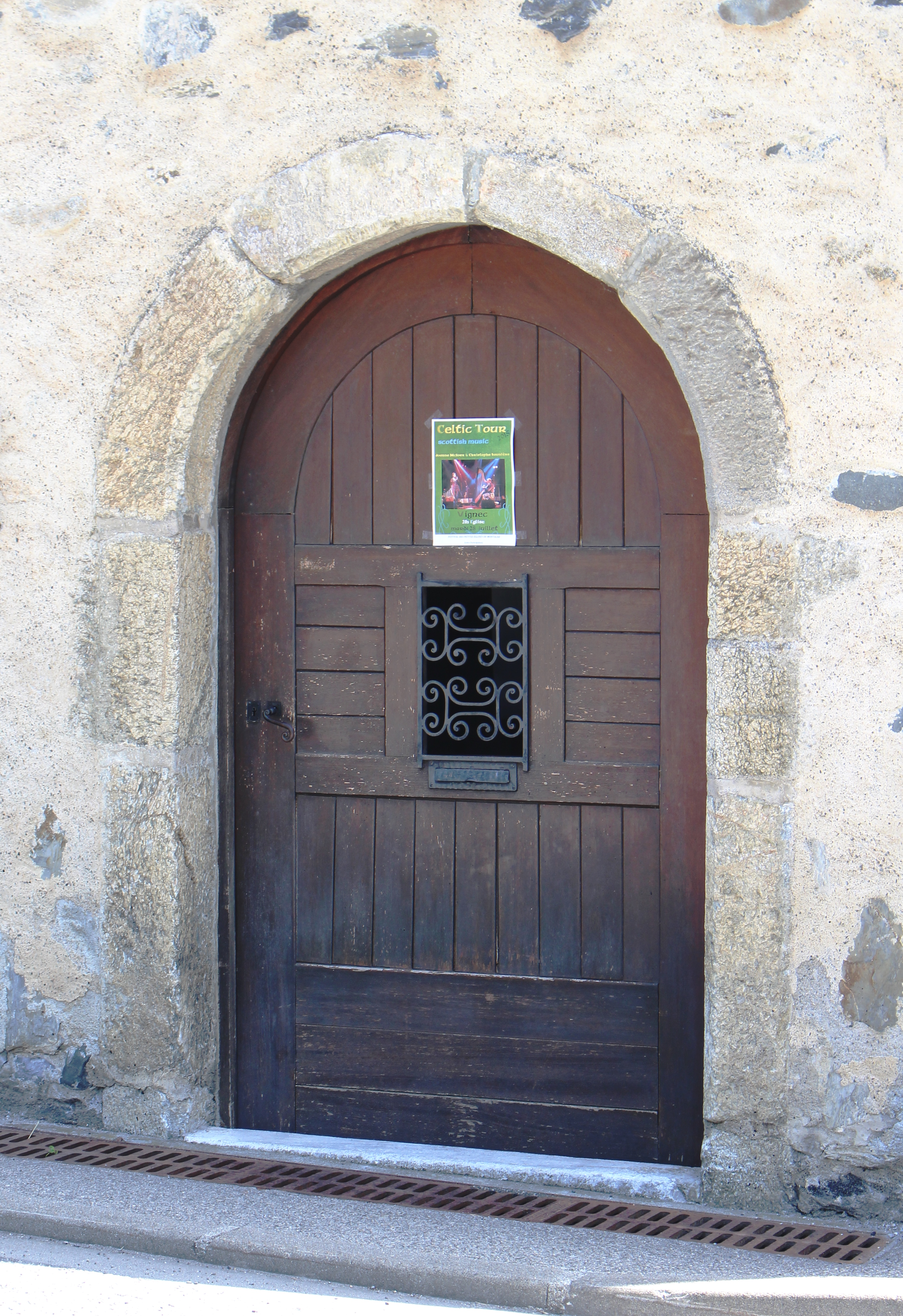
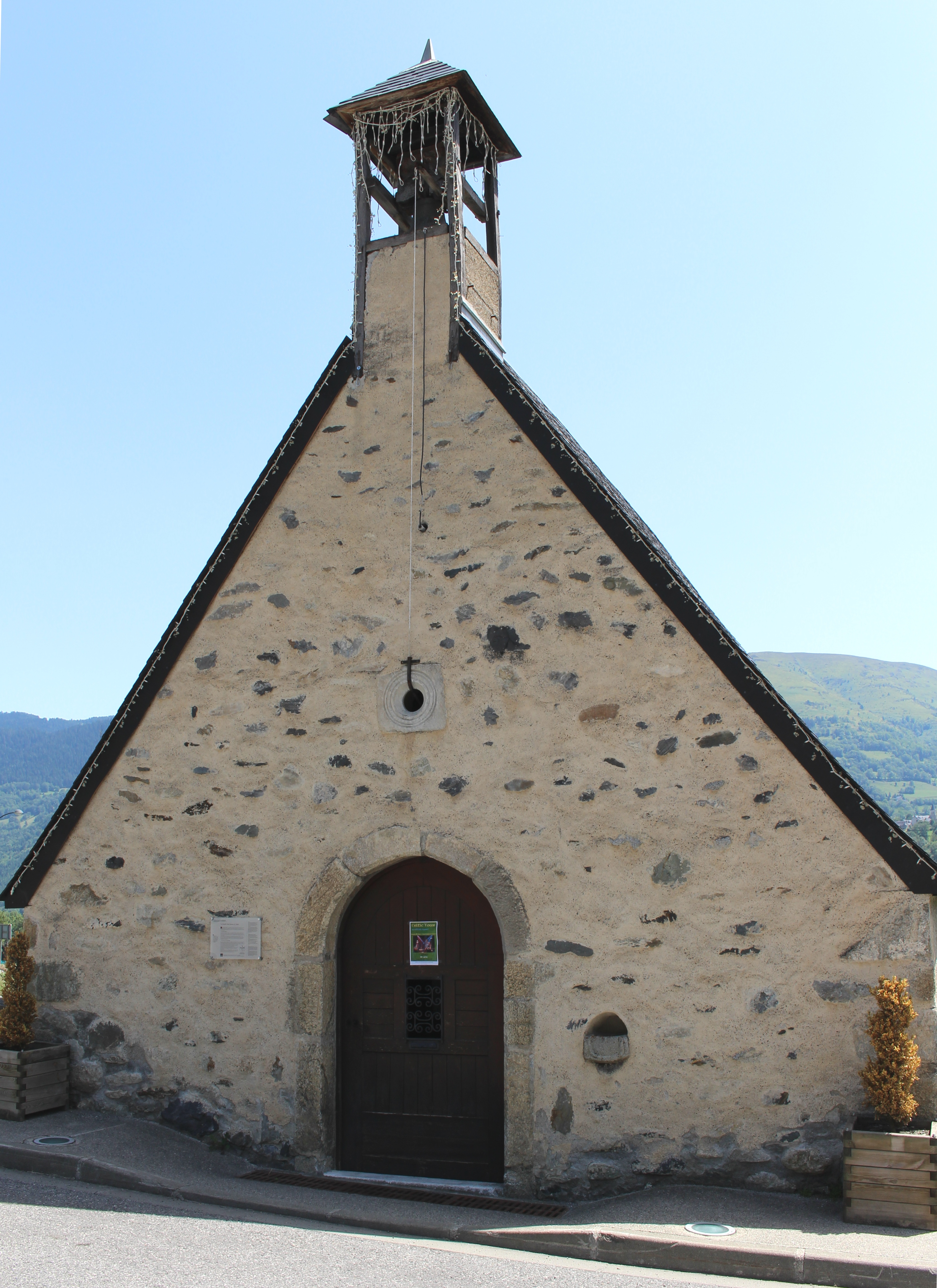